# Alexander-der-Große-Denkmal (Thessaloniki)
Das Alexander-der-Große-Denkmal steht in Thessaloniki, Griechenland, in der Nähe des Weißen Turms, eines Wahrzeichens der Stadt. Es ist eingebettet in den Alexandergarten als Bestandteil von Nea Paralia am Ufer des Thermaischen Golfes.

## Beschreibung

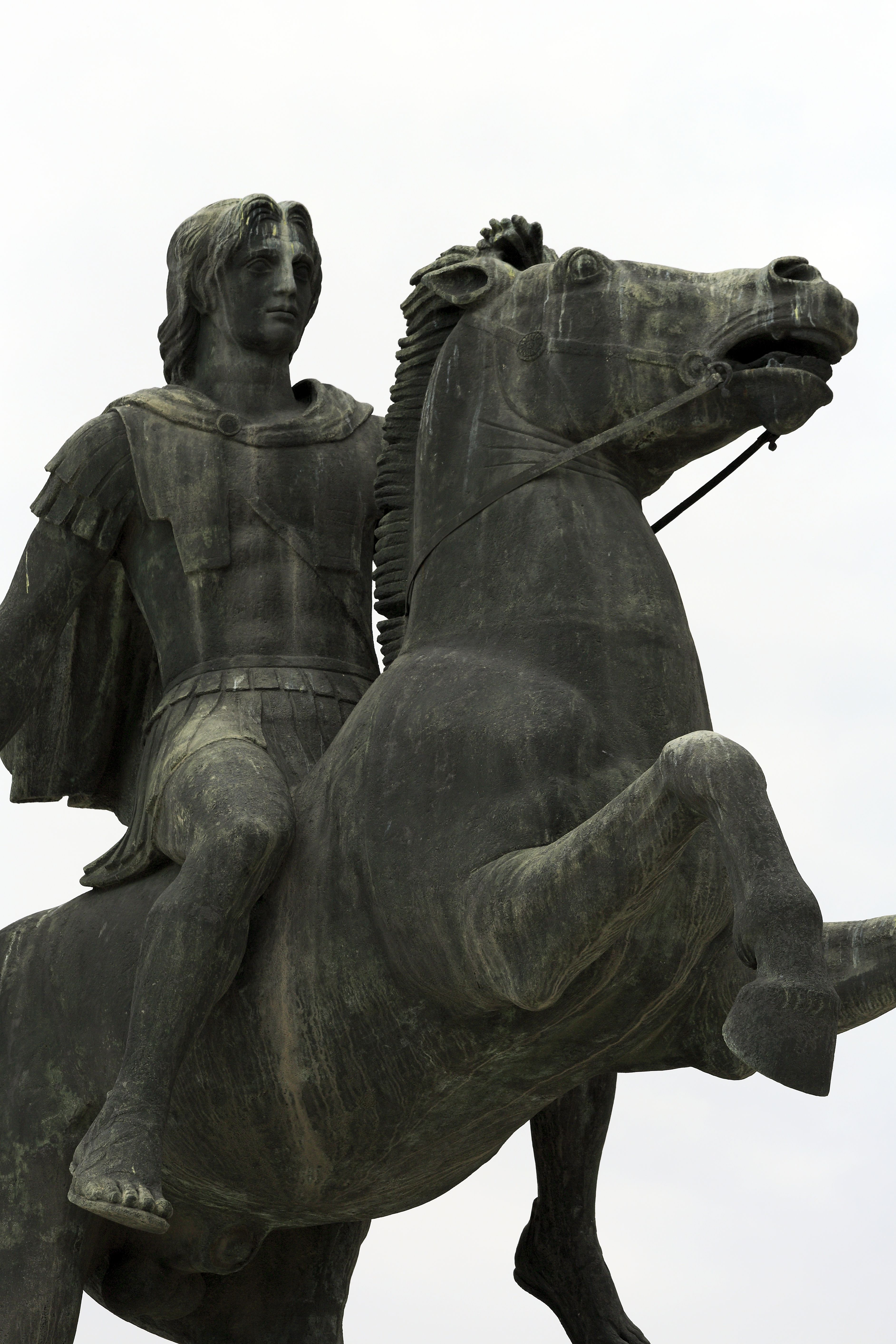
Frontansicht

Das Denkmal ist als Reiterstandbild gestaltet und zeigt Alexander den Großen auf dem Bukephalos, einem Kriegspferd, das ihn 20 Jahre lang auf seinen Feldzügen begleitete. Der Blick ist nach Osten gerichtet, die Richtung seiner Eroberungen. Die Statue aus Bronze ist sechs Meter hoch und wiegt vier Tonnen. Die Gesamthöhe inklusive Podium beträgt elf Meter.
Der Sockel ist mit dunkel gefärbtem Melissochori-Marmor verkleidet, die Umgebung mit weißem Marmor aus Veria. An der Westseite der Anlage befindet sich eine Wand mit einer bronzenen Reliefdarstellung der Schlacht bei Issos, in der Alexander der Große den König der Perser Dareios III. vom Schlachtfeld in die Flucht trieb. Die künstlerische Darstellung besteht aus 45 Figuren, wobei Alexander der Große die mit Sarissas bewaffneten mazedonischen Hopliten und Dareios III. die persischen Truppen anführt.
In der Anlage gibt es auch zwei Anordnungen von Schilden und Sarissas. Die Anordnung auf der westlichen Seite besteht aus fünf Schilden und Sarissas, während die nördliche aus drei Schilden und Sarissas besteht. Die Schildreihen mit Sarissas symbolisieren die einfachen mazedonischen Soldaten, die am Feldzug Alexanders des Großen teilnahmen. Die Gesamtabmessungen des Komplexes betragen 23 × 30 Meter.

## Entstehung
Das Denkmal wurde 1973 mit Mitteln von Spendenkomitees erbaut und 1974 eingeweiht. Es ist das Werk des Bildhauers Evangelos Moustakas, der es in seiner Werkstatt in Pallini (Attika) schuf. Die Bronzestatue wurde in der Gießerei „Renzo Michelucci“ in Pistoia, Italien, gegossen. Evangelos Moustakas konnte sich 1971 in der dritten Runde eines von der Militärregierung ausgelobten Künstlerwettbewerbs unter 25 griechischen Bildhauern durchsetzen.

## Sonstiges
Wegen der glatten Oberflächen ist der Standort bei Skateboardern beliebt.